# Марсберг
Марсберг (њем. Marsberg) град је у њемачкој савезној држави Северна Рајна-Вестфалија. Једно је од 12 општинских средишта округа Хохзауерланд. Према процјени из 2010. у граду је живјело 21.249 становника. Посједује регионалну шифру (AGS) 5958024, NUTS (DEA57) и LOCODE (DE MSG) код.

## Географски и демографски подаци
Марсберг се налази у савезној држави Северна Рајна-Вестфалија у округу Хохзауерланд. Град се налази на надморској висини од 240 метара. Површина општине износи 182,0 km². У самом граду је, према процјени из 2010. године, живјело 21.249 становника. Просјечна густина становништва износи 117 становника/km².